# Sonus illiteratus
Sonus illiteratus (dt. nicht-literarisches Musikstück) ist ein selten verwendeter mittelalterlicher Musikbegriff, der in dem die Musikform der Estampie behandelnden Musiktraktat des Johannes de Grocheo (ca. 1300) vorkommt.
Die heute erhaltenen Estampien zählen Grocheio zufolge zum Sonus illiteratus. Bei der Deutung dieser Musikform als Instrumentalstück handelt es sich um ein Missverständnis, da sie nach den Aussagen des Traktats (untextiert) mit der „voce humana“ ausgeführt (also gesungen) wurde.